# Aydan Özoğuz
Aydan Özoğuz, née le 31 mai 1967, est une femme politique allemande d'origine turque. Elle est vice-présidente du Bundestag depuis le 26 octobre 2021 et députée depuis 2009. 
Elle a auparavant été déléguée du gouvernement fédéral allemand pour les Migrations, les Réfugiés et l'Intégration, ministre d'État auprès de la chancelière fédérale.

## Jeunesse et formation
Aydan Özoğuz est née à Hambourg, de parents turcs venus en Allemagne en 1958. Elle a grandi à Hambourg-Lokstedt. Ses parents se sont ensuite lancés dans leur propre entreprise alimentaire. Elle a deux frères, Yavuz et Gürhan, et a acquis la nationalité allemande en 1989.
Elle a terminé ses études secondaires au Corvey-Gymnasium en 1986 en obtenant son Abitur. Après ses études en anglais et en espagnol, en gestion des ressources humaines, elle a obtenu une maîtrise à l'université de Hambourg en 1994. Au cours de ses années universitaires, elle a été membre de la Société des étudiants turcs à Hambourg et présidente de cet organisme pendant deux ans.
Depuis 1994, Aydan Özoğuz est chercheure à la Fondation Körber (en) en tant que chef de projet de « Coordination de nouveaux projets », mettant l'accent sur les projets germano-turcs. À partir de 1996, elle mène des projets dans les domaines de l'échange de jeunes et de la science ainsi que des conférences universitaires sur les questions de relations internationales. Après son élection au Bundestag, elle est exemptée de son poste[style à revoir] à la Fondation Körber.

## Parcours politique
Entre 2001 et 2008, elle est membre du Parlement de Hambourg. Elle y est présidente du groupe parlementaire du SPD pour les politiques migratoires et membre des commissions des affaires intérieures, des pétitions et de la famille.
En 2004, elle rejoint le Parti social-démocrate d'Allemagne (SPD). Elle est la toute première femme d'origine turque à accéder à la direction du SPD comme vice-présidente.

### Députée fédérale
Aydan Özoğuz entre au Bundestag lors des élections fédérales allemandes de 2009. Elle devient alors membre de la commission des affaires familiales, des personnes âgées, des femmes et de la jeunesse. Elle a également siégé à la commission d'enquête pour Internet et la société numérique. Le 2 mars 2010, le groupe parlementaire SPD la nomme commissaire du groupe pour l'intégration.
Elle est réélue lors des élections de 2013, de 2017 et de 2021.

### Déléguée pour les migrations, les réfugiés et l'intégration
Le 16 décembre 2013, Aydan Özoğuz est nommée déléguée du gouvernement à l'immigration, aux réfugiés et à l'intégration (en allemand : Beauftragter der Bundesregierung für Migration, Flüchtlinge und Integration) dans le troisième gouvernement d'Angela Merkel, succédant à Maria Böhmer (CDU). 
Elle a été la première femme d'origine turque et membre musulmane du gouvernement fédéral allemand en tant que ministre d'État.
En avril 2015, elle accompagne le président allemand Joachim Gauck lors d'une visite d'État en Turquie. En septembre 2015, en pleine crise des migrants européens, elle rejoint le vice-chancelier Sigmar Gabriel lors d'un voyage au camp de Zaatari en Jordanie pour en savoir plus sur le sort réfugiés syriens fuyant la guerre civile syrienne qui a éclaté en 2011.
En 2018, elle affirme qu'« il n’est pas possible d'identifier, au-delà de la langue, une culture allemande spécifique », ce qui lui vaut des critiques de l'homme politique Alexander Gauland (AfD), qui souhaite la renvoyer en Turquie.
Pendant les négociations pour former un quatrième gouvernement de coalition par Angela Merkel à la suite des élections fédérales allemandes de 2017, Aydan Özoğuz fait partie du groupe de travail sur la politique migratoire, dirigé par Volker Bouffier, Joachim Herrmann et Ralf Stegner.

### Vice-présidente du Bundestag
Le 26 octobre 2021, Aydan Özoğuz est élue vice-présidente du Bundestag, désignée par le SPD.